# Tennis Court (песня)
«Tennis Court» (с англ. — «Теннисный корт») — песня новозеландской певицы Лорд с дебютного студийного альбома Pure Heroine. Композиция была издана на лейбле Universal Music Group в качестве второго сингла в поддержку альбома 7 июня 2013 года. Также был выпущен Tennis Court EP, включавший в себя три дополнительных трека. В Соединённых Штатах сингл является четвёртым с альбома. Написанная Лорд в сотрудничестве с продюсером Джоэлом Литтлом, песня сочетает в себе инди-поп, арт-поп и электропоп с элементами даунтемпо, хип-хопа и EDM. В инструментальный состав входят синтезаторы и электронные тактусы. В лирике певица обращается к недавно обретённой славе и критикует «величественную жизнь».
«Tennis Court» была положительно принята критиками, которые отметили музыкальный стиль и продакшн песни. Композиция достигла успеха в Океании, достигнув первой позиции в сингловом чарте Новой Зеландии, а также войдя в топ-30 чарта Австралии. В Европе, песня вошла в чарты таких стран, как Бельгия, включая Фландрию и Валлонию, Франция, Великобритания и Германия; Трек также вошёл в несколько чартов американского журнала Billboard. Композиция имеет платиновые сертификации в Австралии и Новой Зеландии. Музыкальное видео было снято режиссёром Джоэлом Кефали. Для продвижения сингла, Лорд выступала с ним на нескольких телевизионных шоу и концертах, включая «Live on Letterman».

## Создание и распространение
Представитель A&R Скотт МакЛахлан из Universal Music Group узнал о Лорд, когда ей было двенадцать лет. МакЛахлан увидел видеоряд, где Лорд выступает на школьном конкурсе талантов в Окленде, Новая Зеландия. Позже, в 13 лет, исполнительница подписала контракт с Universal и начала писать песни с Джоэлом Литтлом.
Лорд подробно описала процесс написания «Tennis Court», сказав, что он отличался от привычной работы певицы над песнями. Чаще всего Лорд сначала писала тексты, а потом — музыку. Для этой же песни Литтл и Лорд сначала написали музыку и биты, а потом лирику. По словам Литтла, работая над «Tennis Court», исполнительница развила свои навыки написания песен, придумав мелодию и весь припев:

 Это была такая песня, где у нас было всё, кроме припева. Она сидела в задней части комнаты пока я работал над музыкой, и она сказала: «Я думаю, что у меня есть идея припева». Я спросил: «Могу я услышать?», и она сказала: «Не, не, не». Она сначала не спела это, а потом, как только она сделала это, она практически исполнила ту версию припева, которую вы слышите сейчас. Я подумал тогда: «Чёрт, это очень серьёзно». Это было в первый раз, когда он полностью сформировался, потрясающая идея для припева. Я не знаю как скоро это было с начала процесса совместной работы, но тогда я подумал: «Эта девушка становится потрясающим автором песен, или она станет им в очень короткое время». После, я просто добавил «Йе», и мы подправили пару мест. Оригинальный текст (англ.)That song was one where we had everything except the chorus. She was sitting in the back of the room while I was working on the music and she was saying, "I think I've got a chorus idea". I asked, "Can I hear it?" and she said, "No, no, no". She wouldn’t sing it to me and then once she had it, she basically sang the entire chorus as you hear it now. I was like, "Holy shit, this is seriously good". This was the first time she had this fully formed, amazing idea for a chorus. This is, I don’t know how long into the process, but it was when I was like, "This girl is going to be an amazing songwriter, or has turned into one in a really short amount of time". Then I just added the "yeahs" and we tweaked a couple things here and there.
7 июня 2013 года «Tennis Court» был выпущен вторым синглом в поддержку альбома Pure Heroine в Австралии и Новой Зеландии. Мини-альбом Tennis Court EP вышел в цифровом формате в некоторых европейских странах в тот же день, а 22 июля 2013 года он был издан на 10-дюймовом виниле. Сингл был доступен для цифровой загрузки в Скандинавии с 12 августа 2013 года; 7-дюймовый винил вышел в Соединённых Штатах 27 августа 2013 года. 11 марта 2014 года лейблы Lava и Republic отправили трек на современное рок-радио и на радио современных хитов США 8 апреля 2014 года в качестве третьего сингла в США, следующего за «Royals» и «Team». Однако релиз сингла был отменен в пользу «Glory and Gore», но позже лейбл принял решил отменить выход «Glory and Gore» на радио современных хитов и вернуть «Tennis Court», как изначально и планировалось. Песня появилась на американском радио для взрослых и радио современных хитов 21 и 22 апреля 2014 года, соответственно. «Tennis Court» была выпущена в Великобритания 12 мая 2014 года.

## Продакшн и музыкальный стиль
«Tennis Court» была написана Лорд в сотрудничестве с Джоэлом Литтлом на студии звукозаписи Golden Age Studios, находящейся в районе Морнингсайд города Окленда, Новая Зеландия. Запись была создана с использованием программного обеспечения Pro Tools, песня длится три минуты и восемнадцать секунд. Композиция характеризуется как даунтемпо хип-хоп и инди-поп с влиянием EDM, арт-поп и электропоп песня. Инструментарий трека содержит синтезаторы и электронные тактусы. Написанная в тональности ля минор, «Tennis Court» обладает умеренным темпом в 92 удара в минуту. Вокальный диапазон Лорд охватывает одну октаву, от низкой ноты G3 до высокой ноты G4. Рецензент Джейсон Липшутз из журнала Billboard прокомментировал, что «Tennis Court» показывает желание Лорд найти «тёмные края поп-музыки». Ник Месстити из издания Forbes высказал мнение, что трек напоминает песню «The District Sleeps Alone Tonight» американской инди-группы The Postal Service, в то время как Шон Роув из NME сравнил трек с работами певицы Ланы Дель Рей. Критик Джо Зэдх из издания Clash отметил сходство между «Tennis Court» и песней «Together» британской группы The xx.
Лирика «Tennis Court» обращается к недавно признанной славе Лорд и критикует «величественную жизнь». Исполнительница сказала, что написала песню «после короткого знакомства с музыкальной индустрией», думая о том, «как люди могут быть легкомысленны, и как мы миримся со всем этим притворством». Певица нашла идею о теннисном корте «очень визуально красивой», она постоянно возвращалась к корту на Tumblr и видела в нём ностальгически знаки. «Это было что-то хорошо знакомое и безвредное для меня». Эта песня «о городе, в котором она выросла, и о друзьях, с которыми она хотела бы проводить каждое лето». Пол Лестер из The Guardian сравнил лирическую тему песни с двумя другими треками исполнительницы, «Royals» и «Million Dollar Bills» с мини-альбома The Love Club EP.
«Tennis Court» открывается вопросом Лорд: «Не думаешь ли ты, что это скучно, как люди разговаривают?», показывая, по словам Лестера, «сладкий, страстный и угрюмый» вокал Лорд, внушающий непростые отношения с богатой жизнью. Рецензент из издания Digital Spy, Роберт Коспей, написал, что трек помещает Лорд «между славой и более невинным временем» в строках «Как могу я опять заниматься всякой фигнёй, если я узнаваема?» Шуточное слово «Ага!» повторяется после каждого куплета. Критик Кевин Лайдил из журнала Slant описал другую строчку: «Это новый вид искусства — показывать людям, как сильно нам всё равно», как «прекрасная, убийственная волна банального гедонизма совсем недавно проведённой премии MTV Video Music Awards». В бридже песни, Лорд поёт: «Я распадаюсь, всем сердцем своим, / А ты можешь наблюдать из своего окна», что в статье, опубликованной изданием The Huffington Post, было описано, как «идеальное» описание упадка сил подростков-знаменитостей.

## Реакция критиков
| Оценки критиков     | Оценки критиков |
| Источник            | Оценка          |
| ------------------- | --------------- |
| NME                 | [ 27 ]          |
| Pretty Much Amazing | B+              |
| Vulture Hound       | [ 36 ]          |

«Tennis Court» получил положительные отзывы от музыкальных критиков. Шон Роув из журнала NME оценил Tennis Court EP на три с половиной звезды из пяти возможных, похвалив песню за её «перспективный стиль» и «сильный поп-вокал» Лорд. Эмили Йошида из Grantland назвала композицию «сумрачно-обаятельной, чуть-чуть навороченной», в то время, как рецензент Кайл Джегер из The Hollywood Reporter похвалил лирическое содержание трека и его легко запоминающуюся мелодию. «Tennis Court» была признана одним из лучших треков альбома Pure Heroine Стивеном Томасом Эрлевайном с сайта AllMusic, Джоном Хадусиком из издания Consequence of Sound, и Ником Левайном из Time Out. В интервью газете USA Today британский певец и автор песен Элтон Джон похвалил «Tennis Court», назвав песню «одной из самых проникновенных, самой прекрасной на земле». Адам Оффитзер из Pretty Much Amazing сравнил «Tennis Court» с альбомом Канье Уэста Yeezus, и отметил «очень мощные синтезаторы». Чери Мур из издания Vulture Hound сказала: «Лирика Лорд мастерски выражает причудливую подростковую жизнь», также добавив, что вокал Лорд «излучает зрелость», оценив композицию на пять звёзд из пяти возможных.
«Tennis Court» дебютировала с первой позиции в чарте Новой Зеландии 17 июня 2013 года, в течение недели после релиза песни, став вторым результатом Лорд в этом чарте. Проведя в общей сложности в чарте 21 неделю, сингл был сертифицирован как дважды платиновый с общими продажами в 30 000 копий. «Tennis Court» стал 19-м самым продаваемым синглом 2013 года в Новой Зеландии. В Австралии трек достиг максимума на 20-й позиции в сингловом чарте, оставаясь в нём в течение 22 недель. Песня стала дважды платиновой в Австралии с общими продажами в 70 000 копий. В Соединенных Штатах сингл достиг 71-й позиции в чарте Billboard Hot 100; по состоянию на апрель 2014 года в США было продано около 355 000 копий. Также сингл достиг девятой позиции в американском чарте Hot Rock Songs.

## Музыкальное видео
Официальное музыкальное видео на песню «Tennis Court» было снято режиссёром Джоэлом Кефали, который ранее работал с Лорд над видео для её дебютного сингла «Royals». Лорд появляется в «тёмной одежде, с заплетёнными волосами и с чёрной помадой на губах». В видео Лорд смотрит в камеру, когда на фоне звучит песня; она не исполняет её под фонограмму, кроме слова «Да!» после каждого куплета и во время припева. На видео установленное освещение постоянно затухает, прерывисто освещая Лорд в кадре. Видео было снято за один дубль.
Бетони Батлер из The Washington Post заметила различия между высказыванием Лорд «В идеальном мире я никогда бы не давала никаких интервью, и возможно, там была бы всего лишь одна фотография», и тем фактом, что в музыкальном видео Лорд «на первом плане». Батлер рассматривал видео, как «метафору знаменитости». Рецензент Кэтлин Перриконе на сайте американского радиоведущего Райана Сикреста похвалила «супер простой» клип, который позволил «вокалу и лирике Лорд действительно сиять». Линдсей Золадз из журнала Pitchfork сравнила видео с клипом The Replacements «Bastards Of Young». Блогер Люк О’Нил из MTV Buzzworthy написал, что «в конечном счёте видео начинает иметь смысл». Он отметил попытки Лорд сделать всё по-другому.

## Концертное исполнение

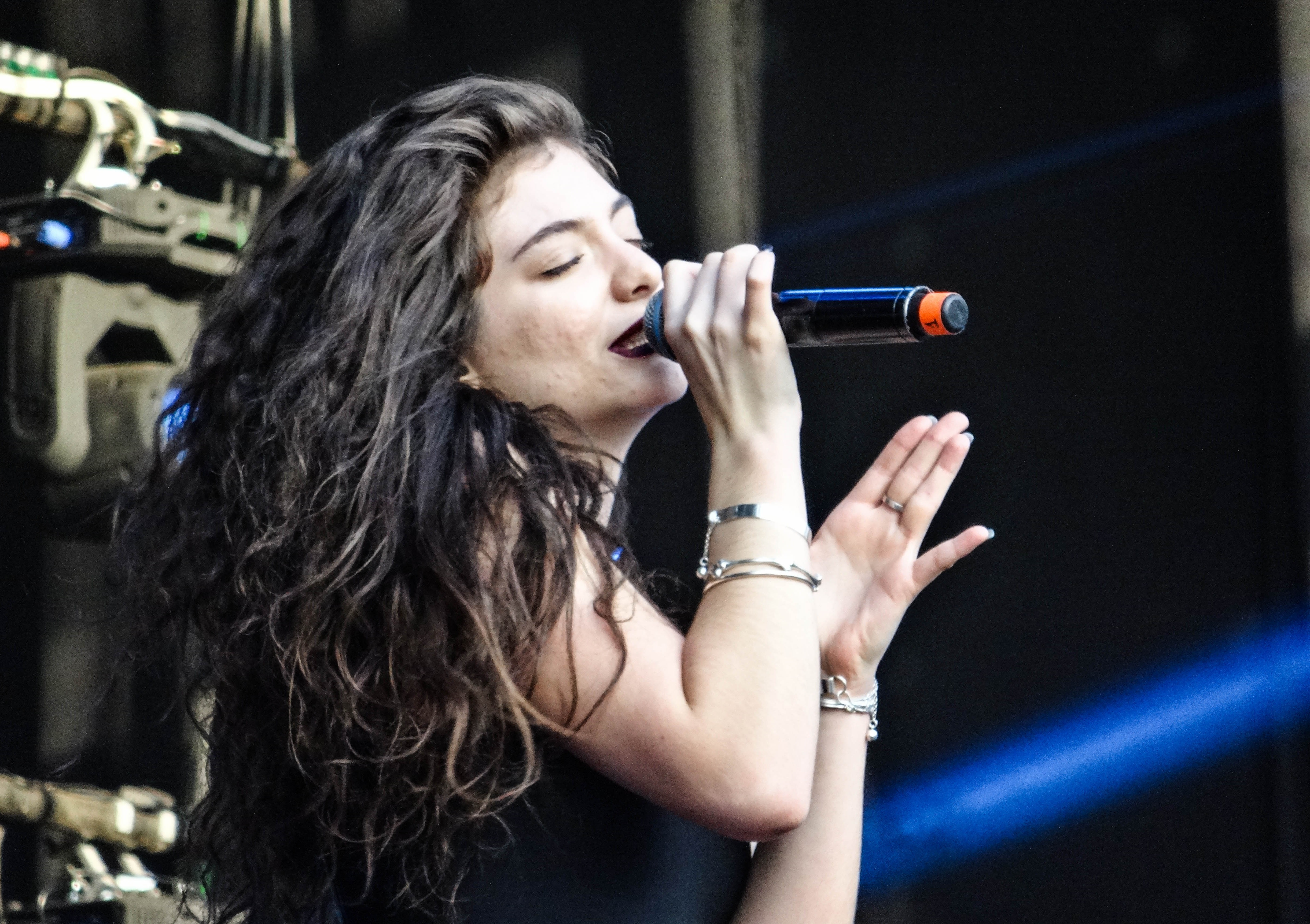
Выступление Лорд на фестивале «Лоллапалуза» в Чили

Для продвижения «Tennis Court» Лорд провела свой первый концерт в Соединённых Штатах 6 августа 2013 года, в Le Poisson Rouge, Нью-Йорк. 24 сентября 2013 года она исполнила трек в The Fonda Theatre в Лос-Анджелесе, штат Калифорния. 3 октября 2013 года Лорд провела концерт в клубе «Warsaw» в Бруклине и исполнила песню наряду с остальными треками с альбома Pure Heroine. 13 ноября 2013 года Лорд исполнила несколько песен с этого альбома, включая «Tennis Court», на телевизионном шоу «Live on Letterman». Песня прозвучала на концерте Лорд в Сохо, Великобритания, 19 ноября того же года. Композиция также была исполнена Лорд в программе «Почти акустическое рождество» на радио KROQ-FM.
Лорд исполнила «Tennis Court» на церемонии вручения наград Billboard Music Awards в мае 2014 года. В следующем месяце на церемонии вручения премии Much Music Video Awards она исполнила запись с «влиянием готики», смешав «Tennis Court» и «Team». Лорд также исполнил песню во время нескольких музыкальных фестивалей. В апреле певица исполнила «Tennis Court» на фестивале музыки и искусства «Коачелла», в середине 2014 года — на фестивале «St Jerome’s Laneway Festival» в Сиднее и фестивале «Лоллапалуза» в Сан-Паулу. В основной программе фестиваля, проходящей в американском городе Гранд-Парке, Чикаго, певица исполнила трек 1 августа 2014 года, наряду с другими песнями из Pure Heroine. Выступление исполнительницы было хорошо принято критиками, а Billboard выбрала его в качестве пятого лучшего выступления на фестивале за всю его историю. Журнал Rolling Stone назвал его лучшим среди всех мероприятий в Чикаго, написав: «Она танцевала так, словно пыталась скинуть руки со своего тела, но так же, как и с её вокалом, чувство, что она абсолютно владеет своими способностями, не увядало. Каждая шаг и каждая нота были выверены, хотя очевидно наполнены страстью, а не совершенством». 25 июня 2017 года Лорд открыла своё выступление на немецком фестивале «Southside» песней «Tennis Court».

## Использование и ремиксы
«Tennis Court» была включена во время женского одиночного финала Уимблдонского турнира 2013 года, транслирующегося на британском канале BBC. В 2014 году был выпущен ремикс на песню, созданный австралийским музыкантом Flume. В июле того же года американский продюсер Дипло выпустил свою версию песни под заголовком «Diplo’s Andre Agassi Reebok Pump Mix». В 2014 году «Tennis Court» вошла в саундтрек к играм на консолях PlayStation 4 и Xbox One, а также к версии игры Grand Theft Auto V, предназначенной для операционной системы Microsoft Windows.

## Список композиций
| №  | Название        | Автор(ы)                         | Продюсер(ы) | Длительность |
| -- | --------------- | -------------------------------- | ----------- | ------------ |
| 1. | «Tennis Court»  | Элла Йелич-О’Коннор, Джоэл Литтл | Джоэл Литтл | 3:18         |
| 2. | «Swingin Party» | Пол Уэстерберг                   | Литтл       | 3:42         |

| №  | Название       | Автор(ы)              | Продюсер(ы) | Длительность |
| -- | -------------- | --------------------- | ----------- | ------------ |
| 1. | «Tennis Court» | Йелич-О’Коннор, Литтл | Литтл       | 3:18         |

| №  | Название            | Автор(ы)              | Продюсер(ы) | Длительность |
| -- | ------------------- | --------------------- | ----------- | ------------ |
| 1. | «Tennis Court»      | Йелич-О’Коннор, Литтл | Литтл       | 3:18         |
| 2. | «White Teeth Teens» | Йелич-О’Коннор, Литтл | Литтл       | 3:36         |

| №  | Название        | Автор(ы)              | Продюсер(ы) | Длительность |
| -- | --------------- | --------------------- | ----------- | ------------ |
| 1. | «Tennis Court»  | Йелич-О’Коннор, Литтл | Литтл       | 3:18         |
| 2. | «Swingin Party» | Пол Уэстерберг        | Литтл       | 3:42         |
| 3. | «Biting Down»   | Йелич-О’Коннор, Литтл | Литтл       | 3:33         |
| 4. | «Bravado»       | Йелич-О’Коннор, Литтл | Литтл       | 3:41         |

## Чарты и сертификации
| Чарт (2013—14)              | Высшая позиция |
| --------------------------- | -------------- |
| Австралия                   | 20             |
| Бельгия (Фландрия)          | 4              |
| Бельгия (Валлония)          | 28             |
| Великобритания              | 78             |
| Германия                    | 83             |
| Исландия                    | 17             |
| Нидерланды                  | 19             |
| Канада                      | 78             |
| Канада (CHR/Top 40 Airplay) | 38             |
| Канада (Hot AC Airplay)     | 49             |
| Канада (Rock Airplay)       | 41             |
| Новая Зеландия              | 1              |
| США                         | 71             |
| США (Hot Rock Songs)        | 9              |
| США (Mainstream Top 40)     | 23             |
| Франция                     | 193            |

| Чарт (2013)          | Высшая позиция |
| -------------------- | -------------- |
| Австралия            | 72             |
| Новая Зеландия       | 19             |
| США (Hot Rock Songs) | 30             |
| Чарт (2014)          | Высшая позиция |
| США (Hot Rock Songs) | 21             |

| Страна (провайдер) | Сертификации  | Продажи  |
| ------------------ | ------------- | -------- |
| Австралия          | 2× Платиновый | 140,000+ |
| Канада             | Платиновый    | 80,000+  |
| Новая Зеландия     | 2× Платиновый | 30,000+  |

## История релиза

### Сингл
| Регион         | Дата            | Формат                  | Лейбл          | Каталог       | П.            |
| -------------- | --------------- | ----------------------- | -------------- | ------------- | ------------- |
| Австралия      | 7 июня 2013     | ЦД                      | Universal      | н/д           | [ 93 ]        |
| Новая Зеландия | 7 июня 2013     | ЦД                      | Universal      | н/д           | [ 7 ]         |
| Дания          | 12 августа 2013 | ЦД                      | Universal      | н/д           | [ 94 ]        |
| Финляндия      | 12 августа 2013 | ЦД                      | Universal      | н/д           | [ 20 ]        |
| Норвегия       | 12 августа 2013 | ЦД                      | Universal      | н/д           | [ 95 ]        |
| Швеция         | 12 августа 2013 | ЦД                      | Universal      | н/д           | [ 10 ]        |
| Германия       | 27 августа 2013 | 7″                      | Universal      | Н/д           | [ 96 ]        |
| США            | 27 августа 2013 | 7″                      | Lava, Republic | B0018886-21   | [ 11 ]        |
| США            | 21 апреля 2014  | Радио для взрослых      | Lava, Republic | н/д           | [ 15 ]        |
| США            | 22 апреля 2014  | Радио современных хитов | Lava, Republic | н/д           | [ 97 ]        |
| Италия         | 25 апреля 2014  | Радио современных хитов | Universal      | н/д           | [ 98 ]        |
| Великобритания | 12 мая 2014     | Радио современных хитов | Virgin         | н/д           | [ 16 ] [ 99 ] |
| Германия       | 30 мая 2014     | CD                      | Universal      | 0602537874958 | [ 73 ]        |
| Швейцария      | 30 мая 2014     | CD                      | Universal      | 0602537874958 | [ 100 ]       |

### Tennis Court EP
| Регион         | Дата         | Формат | Лейбл     | Каталог | П.           |
| -------------- | ------------ | ------ | --------- | ------- | ------------ |
| Бельгия        | 7 июня 2013  | ЦД     | Universal | н/д     | [ 8 ]        |
| Финляндия      | 7 июня 2013  | ЦД     | Universal | н/д     | [ 101 ]      |
| Германия       | 7 июня 2013  | ЦД     | Universal | н/д     | [ 102 ]      |
| Норвегия       | 7 июня 2013  | ЦД     | Universal | н/д     | [ 103 ]      |
| Россия         | 7 июня 2013  | ЦД     | Universal | н/д     | [ 104 ]      |
| Словения       | 7 июня 2013  | ЦД     | Universal | н/д     | [ 105 ]      |
| Швейцария      | 7 июня 2013  | ЦД     | Universal | н/д     | [ 106 ]      |
| Испания        | 7 июня 2013  | ЦД     | Universal | н/д     | [ 107 ]      |
| Великобритания | 7 июня 2013  | ЦД     | Universal | н/д     | [ 74 ]       |
| Великобритания | 22 июля 2013 | 7″     | Virgin    | 3747360 | [ 9 ] [ 39 ] |